# Hoofdklasse hockey heren 1994/95
Het seizoen 1994/95 is de 22ste editie van de herenhoofdklasse waarin onder de KNHB-vlag om het landskampioenschap hockey werd gestreden. Dit seizoen voerde de KNHB ook de play offs bij de mannen in. 
In het voorgaande seizoen degradeerden Kampong en Victoria. Voor hen kwamen EHV en Push in de plaats.
Amsterdam mocht zich de eerste landskampioen noemen na het spelen van play offs. Onderin degradeerden nieuwkomers EHV en Push rechtstreeks.

## Eindstand
Na 22 speelronden was de eindstand:
| #  | Club              | GS | W  | G | V  | P  | DV      | DT      | DS  |
| -- | ----------------- | -- | -- | - | -- | -- | ------- | ------- | --- |
| 1  | Amsterdam         | 22 | 18 | 1 | 3  | 37 | 93 - 32 | 93 - 32 | +61 |
| 2  | HDM               | 22 | 16 | 3 | 3  | 35 | 47 - 28 | 47 - 28 | +19 |
| 3  | Bloemendaal       | 22 | 14 | 3 | 5  | 31 | 66 - 34 | 66 - 34 | +32 |
| 4  | Oranje Zwart      | 22 | 12 | 3 | 7  | 27 | 43 - 39 | 43 - 39 | +4  |
| 5  | Klein Zwitserland | 22 | 11 | 4 | 7  | 26 | 46 - 37 | 46 - 37 | +9  |
| 6  | HGC               | 22 | 10 | 5 | 7  | 25 | 61 - 39 | 61 - 39 | +22 |
| 7  | Tilburg           | 22 | 9  | 3 | 10 | 21 | 39 - 51 | 39 - 51 | -12 |
| 8  | Pinoké            | 22 | 4  | 8 | 10 | 16 | 26 - 39 | 26 - 39 | -13 |
| 9  | Den Bosch         | 22 | 4  | 8 | 10 | 16 | 32 - 48 | 32 - 48 | -16 |
| 10 | Hattem            | 22 | 4  | 4 | 14 | 12 | 29 - 54 | 29 - 54 | -25 |
| 11 | EHV               | 22 | 5  | 2 | 15 | 12 | 35 - 71 | 35 - 71 | -36 |
| 12 | Push              | 22 | 1  | 4 | 17 | 6  | 33 - 78 | 33 - 78 | -45 |

### Legenda
| Afk.        | Betekenis                                                                          |
| ----------- | ---------------------------------------------------------------------------------- |
| GS          | aantal gespeelde wedstrijden                                                       |
| W           | aantal gewonnen wedstrijden                                                        |
| G           | aantal gelijk gespeelde wedstrijden                                                |
| V           | aantal verloren wedstrijden                                                        |
| P           | totaal aantal punten                                                               |
| DV          | aantal gemaakte doelpunten                                                         |
| DT          | aantal doelpunten tegen                                                            |
| DS          | doelsaldo                                                                          |
| Amsterdam   | Landskampioen Amsterdam plaatst zich voor de Europacup I 1996                      |
| HDM         | Bekerwinnaar HDM plaatst zich voor de Europacup II 1996                            |
| Bloemendaal | Bloemendaal en Oranje Zwart hebben zich alleen weten te plaatsen voor de play offs |
| EHV         | EHV en Push zijn rechtstreeks gedegradeerd                                         |

## Topscorers
| #  | Speler              | Club              | Goals |
| -- | ------------------- | ----------------- | ----- |
| 1. | Taco van den Honert | Amsterdam         | 42    |
| 2. | Wouter van Pelt     | HDM               | 19    |
| 3. | Bram Lomans         | Push              | 18    |
| 3. | Stephan Veen        | HGC               | 18    |
| 5. | Jacques Brinkman    | Amsterdam         | 17    |
| 6. | Rochus Westbroek    | Klein Zwitserland | 16    |
| 7. | Erik Jazet          | Bloemendaal       | 15    |
| 7. | Bob Jonker          | EHV               | 15    |

## Play offs landskampioenschap
Halve finales 1/4
| Team             | Score     | Team             |
| ---------------- | --------- | ---------------- |
| (4) Oranje Zwart | 0-0       | Amsterdam (1)    |
| (1) Amsterdam    | 4-2 (1-0) | Oranje Zwart (4) |

Halve finales 2/3
| Team            | Score     | Team            |
| --------------- | --------- | --------------- |
| (3) Bloemendaal | 0-2 (0-1) | HDM (2)         |
| (2) HDM         | 3-1 (1-1) | Bloemendaal (3) |

Finales heren
| 27 mei 1995       |           |                         |                                                     |
| HDM               | 1-1 (1-0) | Amsterdam               | Den Haag Scheidsrechters: Peter Elders Jos Gorissen |
| van Pelt (sc) 1-0 |           | van den Honert (sc) 1-1 | Den Haag Scheidsrechters: Peter Elders Jos Gorissen |

| 28 mei 1995                                                 |           |                                                       |                                                            |
| Amsterdam                                                   | 4-3 (2-1) | HDM                                                   | Amstelveen Scheidsrechters: Peter von Reth Floris Idenburg |
| Peters 1-0 van den Honert (sc) 2-1 Eikelboom 3-1 Peters 4-2 |           | van Pelt (sc) 1-1 van Pelt (sc) 3-2 van Pelt (sc) 4-3 | Amstelveen Scheidsrechters: Peter von Reth Floris Idenburg |

Nederlands landskampioenschap:

1897/98 ·
1898/99 ·
1899/00 ·
1900/01 ·
1901/02 ·
1902/03 ·
1903/04 ·
1904/05 ·
1905/06 ·
1906/07 ·
1907/08 ·
1908/09 ·
1909/10 ·
1910/11 ·
1911/12 ·
1912/13 ·
1913/14 ·
1914/15 ·
1915/16 ·
1916/17 ·
1917/18 ·
1918/19 ·
1919/20 ·
1920/21 ·
1921/22 ·
1922/23 ·
1923/24 ·
1924/25 ·
1925/26 ·
1926/27 ·
1927/28 ·
1928/29 ·
1929/30 ·
1930/31 ·
1931/32 ·
1932/33 ·
1933/34 ·
1934/35 ·
1935/36 ·
1936/37 ·
1937/38 ·
1938/39 ·
1939/40 ·
1940/41 ·
1941/42 ·
1942/43 ·
1943/44 ·
1944/45 ·
1945/46 ·
1946/47 ·
1947/48 ·
1948/49 ·
1949/50 ·
1950/51 ·
1951/52 ·
1952/53 ·
1953/54 ·
1954/55 ·
1955/56 ·
1956/57 ·
1957/58 ·
1958/59 ·
1959/60 ·
1960/61 ·
1961/62 ·
1962/63 ·
1963/64 ·
1964/65 ·
1965/66 ·
1966/67 ·
1967/68 ·
1968/69 ·
1969/70 ·
1970/71 ·
1971/72 ·
1972/73
Hoofdklasse heren:

1973/74 · 
1974/75 · 
1975/76 · 
1976/77 · 
1977/78 · 
1978/79 · 
1979/80 · 
1980/81 · 
1981/82 · 
1982/83 · 
1983/84 · 
1984/85 · 
1985/86 · 
1986/87 · 
1987/88 · 
1988/89 · 
1989/90 · 
1990/91 · 
1991/92 · 
1992/93 · 
1993/94 · 
1994/95 · 
1995/96 · 
1996/97 · 
1997/98 · 
1998/99 · 
1999/00 · 
2000/01 · 
2001/02 · 
2002/03 · 
2003/04 · 
2004/05 · 
2005/06 · 
2006/07 · 
2007/08 · 
2008/09 · 
2009/10 · 
2010/11 · 
2011/12 · 
2012/13 ·
2013/14 ·
2014/15 ·
2015/16 ·
2016/17 ·
2017/18 ·
2018/19 ·
2019/20 ·
2020/21 ·
2021/22 ·
2022/23 ·
2023/24 ·
2024/25 ·
Nederlandse competities: Hoofdklasse (zaal) · Promotieklasse · Overgangsklasse · Eerste klasse · Tweede klasse · Derde klasse · Vierde klasse · Gold Cup · Silver Cup

Nederlands kampioenschap: Lijst van Nederlandse landskampioenen hockey · Lijst van Nederlandse landskampioenen zaalhockey

Europese competities: Euro Hockey League · Europacup I · Europa Cup II · Europacup zaalhockey